# Heer Bokelweg
De Heer Bokelweg ligt in de Agniesebuurt te Rotterdam en loopt van de Schiekade tot het Noordplein, daar waar de Noordsingel overgaat in de Rottestraat. 
Tussen 1887 en 1940 lag op de plaats van de huidige Heer Bokelweg de Bokelstraat. Op 14 mei 1940 bij het bombardement van Rotterdam werd de straat volledig weggevaagd. Bij de wederopbouw verscheen op de plaats van de vroegere Bokelstraat een nieuwe brede weg die bij een besluit van B&W op 15 december 1953 de naam Heer Bokelweg kreeg. De weg is vernoemd naar Dirk Bokel, een graaf aan wie het ambacht Mathenesse ten westen van de Rotte toebehoorde maar na zijn dood (vóór 1336) aan hem verviel waarmee het met het Rotterdam ten oosten van de Rotte verenigd kon worden.
Aan de weg ligt het restant van Station Rotterdam Hofplein waar tot 3 juni 2006 de Hofpleinlijn zijn eindstation had en van 10 september 2006 tot 17 augustus 2010 metrolijn E van RandstadRail. Ook bevindt zich aan de weg het eveneens naar Dirk Bokel vernoemde Heer Bokel College. 

## Bereikbaarheid
Op de Heer Bokelweg rijdt sinds 1989 tramlijn 4 en sinds 2025 ook tramlijn 6 en hebben daar een gelijknamige tramhalte. Voordien reed tram 4 over het Pompenburg en de Hofdijk maar werd verlegd naar de Schiekade en Heer Bokelweg in verband met reconstructie van dat deel van de stad tijdens de aanleg van de Willemsspoortunnel. Verder ligt de weg dicht bij het Hofplein, de Lijnbaan en Rotterdam Centraal.